# Notoplax doederleini
Notoplax doederleini är en blötdjursart som beskrevs av Thiele 1909. Notoplax doederleini ingår i släktet Notoplax och familjen Acanthochitonidae. Inga underarter finns listade i Catalogue of Life.